# Porsche 914
Porsche 914 (nekada nazivan i VW-Porsche 914) je roadster s 2 sjedala i središnje smještenim motorom, proizvedili su ga zajedno Porsche i Volkswagen od 1969. do 1976. godine. Zamjena je za Porsche 912 model, naslijedio ga je Porsche 924.

### Razvoj
Pred kraj šezdesetih godina prošlog stoljeća VW i Porsche su trebali novi model u svojoj ponudi. Porsche je trebao zamjenu za 912 a VW je htio novi sportski automobil da zamjeni Karmann Ghia model. U to vrijeme većina Volkswagenovih razvojnih timova su bili kod Porschea s obzirom na okolnosti osnivanja Porschea i da su 356 i VW Buba bili na istoj platformi. Volkswagen je trebao napraviti još jedan posljednji ugovor s Porscheom da bi se završio glavni ugovor pa su odlučili da to bude projekt 914. Ferdinand Piëch, koji je bio šef razvoja u Porscheu je bio prvi čovjek 914 projekta. Prema prvim planovima Volkswagenov automobil se trebao prodavati s motorom s 4 cilindra, boxer konfiguracije a Porscheov automobil sa 6 cilindričnim boxer motorom. No kako bi isti izgled bio riskantan za uspjeh na Američkom tržištu Porsche je uvjerio Volkswagen da se 914 u Sjevernoj Americi prodaje samo pod znakom Porschea. 1. ožujka 1968. godine je predstavljen prvi prototip 914 modela. Razvoj se zakomplicirao kad je u travnju 1968. umro Glavni čovjek VW, Heinz Nordhoff. Njegov nasljednik Kurt Lotz nije bio povezan s dinastijom Porschea i usmeni dogovor između VW i Porschea se raspao. Prema Lotzovom mišljenju VW je imao sva prava na 914 bez potrebe da ga dijele s Porscheom osim ako Porsche ne pokrije dio troškova. S ovakvom odlukom cijena i marketing 914 modela je propao prije nego što je počela proizvodnja. Rezultat toga je cijena, 914 je na kraju koštao samo malo manje od osnovnog 911 modela koji je bio najjeftiniji Porsche prije dolaska 914 modela. 914/6 se prodavao jako slabo dok je 914-4 postao najprodavaniji model Porschea.

### Evolucija
VW verzija 914 je u originalu koristila 80 KS snažan benzinski 1,7 litreni boxer motor s 4 cilindra baziran na Volkswagenovom zračno hlađenom motoru, motor je imao ubrizgavanje goriva dok je Porscheova 914/6 inačica koristila dvolitreni boxer sa 6 cilindara i karburatorom, snage 110 KS. 914/6 je koristio slične kočnice i ovjes kao i 911, to mu je davalo bolju upravljivost i kočenje u odnosu na VW-ov 914.